# Braslou
Braslou é uma comuna francesa na região administrativa do Centro, no departamento Indre-et-Loire. Estende-se por uma área de 15,96 km². Em 2010 a comuna tinha 310 habitantes (densidade: 19,4 hab./km²).